# Karl Pearson
Karl Pearson (n. 27 martie 1857, Londra, Regatul Unit al Marii Britanii și Irlandei – d. 27 aprilie 1936, Coldharbour⁠(d), Capel⁠(d), Anglia, Regatul Unit) a fost un matematician englez, fondator al statisticii matematice. În 1911 a fondat prima catedră de statistică matematică la University College London.